# Burn the Witch
Burn the Witch ( viết cách điệu là BURN ☩HE WITCH ) là một bộ truyện tranh Nhật Bản được viết và minh họa bởi Kubo Taito. Bộ truyện được xuất bản lần đầu tiên trên tạp chí Weekly Shōnen Jump của Shueisha dưới dạng one-shot vào tháng 7 năm 2018. Phần tiếp theo dài kỳ của one-shot được đăng trên cùng tạp chí với lịch phát hành theo mùa. Mùa đầu tiên gồm 4 chương truyện được phát hành từ tháng 8 đến tháng 9 năm 2020. Mùa thứ hai của manga đã được công bố. Một phim anime do Studio Colorido thực hiện sản xuất đã được công chiếu vào tháng 10 năm 2020.

## Bối cảnh
Cốt chuyện của Burn the Witch diễn ra trong vũ trụ Bleach và theo chân hai phù thủy có tên là Noel Niihashi và Ninny Spangcole. Cả hai làm việc cho Linh Hồn Giới chi nhánh phía Tây, nằm ở Reverse London.

## Nhân vật
Ninny Spangcole (ニニー・スパンコール Ninī Supankōru)
Lồng tiếng bởi: Tano Asami
Noel Niihashi (新橋 のえる Niihashi Noeru)
Lồng tiếng bởi: Yamada Yuina
Macy Baljure (メイシー・バルジャー Meishī Barujā)
Lồng tiếng bởi: Hayami Saori
Balgo Parks (バルゴ・パークス Barugo Pākusu)
Lồng tiếng bởi: Tsuchiya Shimba
Bruno Bangnyfe (ブルーノ・バングナイフ Burūno Bangunaifu)
Lồng tiếng bởi: Kobayashi Chikahiro
Billy Banx Jr. (ビリー・バンクス Jr. Birī Bankusu Junia)
Lồng tiếng bởi: Hirata Hiroaki
Osushi-chan (オスシちゃん)
Lồng tiếng bởi: Hikisaka Rie
Wolfgang Slashhaut (ウルフギャング・スラッシュハウト Urufugyangu Surasshuhauto)
Lồng tiếng bởi: Mugihito
Sullivan Squire (サリバン・スクワイア Sariban Sukuwaia)
Lồng tiếng bởi: Shimizu Haruka 
Roy B. Dipper (ロイ・B・ディッパー Roi B Dippā)
Lồng tiếng bởi: Tanaka Miou 

## Phương tiện truyền thông

### Manga
Burn the Witch được viết và minh họa bởi Tite Kubo. Một one-shot dài 62 trang được phát hành lần đầu tiên trên tạp chí Weekly Shōnen Jump số 33 của Shueisha vào ngày 14 tháng 7 năm 2018. Vào tháng 3 năm 2020, một miniseries được thông báo là sẽ phát hành trên Weekly Shōnen Jump đồng thời với việc công bố phim. "Mùa đầu tiên" của Burn the Witch là phần tiếp theo của chương truyện one-shot trước đó và được đăng trên Weekly Shōnen Jump trong vòng bốn tuần từ ngày 24 tháng 8 đến ngày 14 tháng 9 năm 2020. "Mùa thứ hai" của bộ truyện cũng được công bố khi chương cuối của mùa đầu ra mắt. Vào ngày 2 tháng 10 năm 2020, Shueisha đã phát hành một tập tankōbon dài 260 trang bao gồm mùa đầu tiên của Burn the Witch, trong đó có cả chương one-shot.
Viz Media đã phát hành chương one-shot trên Weekly Shonen Jump vào ngày 16 tháng 7 năm 2018. Viz Media đồng thời cũng phát hành phiên bản tiếng Anh của bộ truyện. Vào tháng 2 năm 2021, Viz Media thông báo rằng họ sẽ phát hành tập đầu tiên của Burn the Witch bằng tiếng Anh. Bộ truyện được ra mắt vào ngày 19 tháng 10 năm 2021.

### Phim
Vào tháng 3 năm 2020, bộ truyện được thông báo chuyển thể thành phim anime bởi Studio Colorido và do Kawano Tatsuro làm đạo diễn. Bộ phim được phân phối bởi Shochiku và được công chiếu vào ngày 2 tháng 10 năm 2020 tại Nhật Bản. Bài hát chủ đề của bộ phim có tên là "Blowing" do Nil thể hiện. Phim cũng được chiếu trực tuyến tại các lãnh thổ khác ngoài châu Á với một phiên bản khác với phiên bản chiếu rạp của Nhật Bản. Crunchyroll đã phát trực tuyến bộ phim dưới định dạng gồm 3 tập từ ngày 1 tháng 10 năm 2020. Trong khi đó Viz Media phát hành loạt phim dưới dạng băng đĩa. Tại Đông Nam Á và Nam Á, Muse Communication đã mua bản quyền bộ phim và phát hành trên YouTube.

### Phương tiện truyền thông khác
Vào tháng 10 năm 2020, series đã hợp tác với trò chơi di động Bleach: Brave Souls với Ninny và Noel là các nhân vật có thể chơi được. Những vật phẩm từ Brave Souls x Burn the Witch cũng được trao cho 150 người ngẫu nhiên tương tác với tài khoản Twitter của trò chơi. Một năm sau, lần hợp tác thứ hai ra mắt, giới thiệu Bruno Bangnyfe như một nhân vật mới với sự trở lại của hai nhân vật trước. Lần hợp tác thứ 3 cũng được ra mắt sau đó. Loạt phim cũng đã có một sự kiện crossover với trò chơi di động Bleach: Immortal Soul của Oasis vào tháng 5 năm 2022 với Nini và Noel là nhân vật trong trò chơi.

## Tiếp nhận
Tập đầu tiên của Burn the Witch có doanh thu là 86.066 bản in trong tuần đầu tiên và 68.810 bản in trong tuần thứ hai.
Skyler Allen của The Fandom Post đã viết rằng mặc dù thiếu "sự hào hứng" giống như phần đầu của Bleach, one-shot Burn the Witch vẫn rất thú vị và có nhiều tiềm năng phát triển thành một series dài kỳ đầy đủ, nhưng sẽ mất nhiều thời gian thiết lập để trở thành như một câu chuyện độc lập hoàn chỉnh. Anh cũng dành nhiều lời khen ngợi cho phần nghệ thuật và thiết kế nhân vật ấn tượng của Kubo nhưng cũng chỉ trích one-shot này "thiếu tập trung" vào những ý tưởng không được hoàn chỉnh.